# Hamadryas amphinome
Hamadryas amphinome är en fjärilsart som beskrevs av Carl von Linné 1767. Hamadryas amphinome ingår i släktet Hamadryas och familjen praktfjärilar. Inga underarter finns listade i Catalogue of Life.

## Bildgalleri

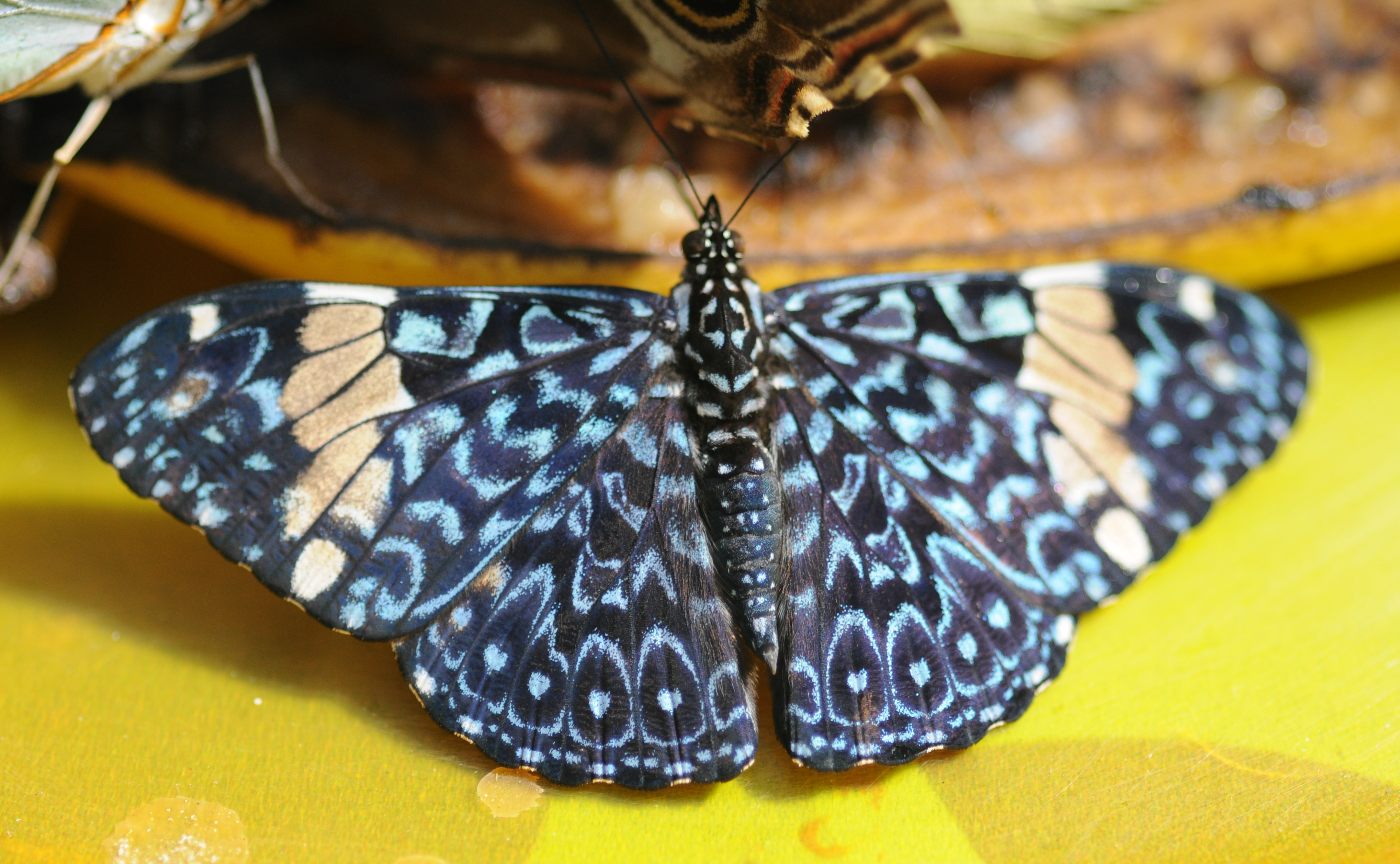